# 池島 (大阪市)
池島（いけじま）は、大阪府大阪市港区にある町名。現行行政地名は池島一丁目から池島三丁目。

## 地理
港区の南西部に位置し、東に福崎、西に八幡屋、北に三先と接している。

### 河川
- 三十間堀川

## 世帯数と人口
2019年（平成31年）3月31日現在の世帯数と人口は以下の通りである。
| 丁目       | 世帯数    | 人口    |
| ---------- | --------- | ------- |
| 池島一丁目 | 292世帯   | 530人   |
| 池島二丁目 | 513世帯   | 1,007人 |
| 池島三丁目 | 1,554世帯 | 2,946人 |
| 計         | 2,359世帯 | 4,483人 |

### 人口の変遷
国勢調査による人口の推移。
| 1995年（平成7年）  | 6,570人 | [ 5 ] |  |
| 2000年（平成12年） | 6,475人 | [ 6 ] |  |
| 2005年（平成17年） | 5,985人 | [ 7 ] |  |
| 2010年（平成22年） | 5,713人 | [ 8 ] |  |
| 2015年（平成27年） | 4,811人 | [ 9 ] |  |

### 世帯数の変遷
国勢調査による世帯数の推移。
| 1995年（平成7年）  | 2,550世帯 | [ 5 ] |  |
| 2000年（平成12年） | 2,640世帯 | [ 6 ] |  |
| 2005年（平成17年） | 2,551世帯 | [ 7 ] |  |
| 2010年（平成22年） | 2,618世帯 | [ 8 ] |  |
| 2015年（平成27年） | 2,251世帯 | [ 9 ] |  |

## 事業所
2016年（平成28年）現在の経済センサス調査による事業所数と従業員数は以下の通りである。
| 丁目       | 事業所数 | 従業員数 |
| ---------- | -------- | -------- |
| 池島一丁目 | 25事業所 | 98人     |
| 池島二丁目 | 9事業所  | 63人     |
| 池島三丁目 | 7事業所  | 75人     |
| 計         | 41事業所 | 236人    |

## 施設
- 大阪市立池島小学校
- 大阪市立港中学校
- 池島公園

## その他

### 日本郵便
- 〒552-0015[3]（集配局：大阪港郵便局[11]）